# 阿部夏丸
阿部 夏丸（あべ なつまる、1960年 - ）は、日本の作家。

## 来歴
愛知県豊田市出身。名古屋芸術大学を卒業後、幼稚園絵画講師、書店店長などを経験。
「泣けない魚たち」で第11回坪田譲治文学賞・第6回椋鳩十児童文学賞をダブル受賞、「オタマジャクシのうんどうかい」で第6回ひろすけ童話賞を受賞した。第2作「オグリの子」は、NHKでドラマ化された。川と子供を描く作家として注目を浴び、確かな自然観が支持されている。中高の入試で採用されることが多い。
小学館のアウトドア雑誌「BE-PAL」にて、阿部夏丸責任編集「月刊雑魚釣りニュース」を担当。自宅にて絵画教室「オープンハウス」を主宰する。俳句結社松籟の同人でもある。執筆活動のかたわら「川遊びのワークショップ」や「講演会」も多数行う。大人から子供まで楽しめる川と生き物の話は彼の人柄によるところが大きい。
生まれ育った矢作川を愛し矢作川水族館の館長を務める。

## 作品
- 『泣けない魚たち』（ブロンズ新社） 1995、のち講談社文庫

坪田譲治文学賞、椋鳩十児童文学賞受賞
- 『オグリの子』（ブロンズ新社） 1996、のち講談社文庫

NHK「ドラマ愛の詩」でドラマ化
- 『見えない敵』（ブロンズ新社） 1998、のち講談社文庫
- 『ライギョのきゅうしょく』（講談社） 1999

課題図書
- 『カメをつって考えた』（旺文社） 1999
- 『オオサンショウウオの夏』（佼成出版） 2000
- 『ザリガニさいばん』（講談社） 2001
- 『峰雲へ』（小学館） 2001
- 『オタマジャクシのうんどうかい』（講談社） 2002

ひろすけ童話賞受賞
- 『父のようにはなりたくない』（ブロンズ新社） 2002
- 『かっぱ印川あそびブック』（ブロンズ新社） 2003
- 『まるごと川あそび ようこそ! せせらぎ教室へ』（PHP） 2004
- 『タニシのがくげいかい』（講談社） 2004
- 『カッパのごちそう』（童心社） 2004
- 『カワウソがいる』（ポプラ社） 2004
- 『うそつき大ちゃん』（ポプラ社） 2005

課題図書
- 『ゆめみるダンゴムシ』（佼成出版） 2005
- 『森の地図』（ブロンズ新社） 2005
- 『セミのたね』（講談社） 2005
- 『メダカのえんそく』（講談社） 2006
- 『波の白馬』（ブロンズ新社） 2006
- 『レッツゴー! 川中WOW部』（講談社、青い鳥文庫） 2006
- 『川中WOW部の夏休み』（講談社、青い鳥文庫） 2007
- 『川中WOW部の釣りバトル』（講談社、青い鳥文庫） 2008
- 『キンギョのてんこうせい』（講談社） 2008
- 『つたえたいきもちは木にのぼっておさがしください』（講談社） 2009
- 『ギャング･エイジ』（講談社、青い鳥文庫） 2009